# タウソン石
タウソン石(Tausonite)は、チタン酸ストロンチウム(SrTiO3)からなる希少な鉱物である。赤色から橙茶色の立方晶となる。灰チタン石グループの1つである。
1982年にロシアの東シベリア地域アルダン楯状地にあるオリオクマ・チャラ高原ムルン山タウソナイトヒルの貫入閃長岩の中で発見され、ロシア人の地球科学者レフ・ウラディミロヴィチ・タウソン（1917年-1989年）に因んで命名された。また、パラグアイのコンセプシオン県サランビのフェナイト岩脈でカーボナタイトを共生鉱物として、また日本の小滝川沿いの高圧変成岩中でも報告されている。